# Bahnhof Musashi-Koganei
Der Bahnhof Musashi-Koganei (jap. 武蔵小金井駅, Musashi-Koganei-eki) ist ein Bahnhof auf der japanischen Insel Honshū. Er wird von der Bahngesellschaft JR East betrieben und befindet sich in der Präfektur Tokio auf dem Gebiet der Stadt Koganei.

## Verbindungen
Musashi-Koganei ist ein Zwischenbahnhof an der von JR East betriebenen Chūō-Schnellbahnlinie von Tokio über Shinjuku und Hachiōji nach Takao, deren Gleise in diesem Abschnitt identisch mit jenen der Chūō-Hauptlinie sind. Hier halten Kaisoku-Eilzüge und Kakueki-teisha-Nahverkehrszüge, was während der Hauptverkehrszeit eine Zugfolge von nur zwei Minuten ergibt. Tagsüber werden neun Züge je Stunde und Richtung angeboten. Alle übrigen Eil- und Schnellzüge fahren ohne Halt durch. Während der Hauptverkehrszeit fahren mehrere Züge der Chūō-Sōbu-Linie über die Endstation Mitaka hinaus und wenden erst in Musashi-Koganei.
Sowohl auf den nördlichen als auch auf dem südlichen Bahnhofsvorplatz stehen Busterminals. Diese werden von mehr als dreißig Linien der Gesellschaften CoCo Bus, Kantō Bus, Keiō Bus Koganei, Odakyū Bus, Seibu Bus und Tokyo Airport Transportation bedient.

## Anlage
Der Bahnhof steht im Stadtteil Honchō auf einem Viadukt. Die Anlage ist von Osten nach Westen ausgerichtet und besitzt vier Gleise, die alle dem Personenverkehr dienen. Diese liegen an zwei vollständig überdachten Mittelbahnsteigen. Das Empfangsgebäude ist unter dem Viadukt angeordnet und von beiden Seiten her zugänglich. Bei den westlichen und östlichen Bahnsteigenden gibt es Straßenunterführungen. In der Umgebung befinden sich unter anderem das Edo-Tokio-Freilicht-Architekturmuseum, die Gakugei-Universität Tokio und der Friedhof Tama. Etwas mehr als einen halben Kilometer westlich des Bahnhofs erstreckt sich entlang der Nordseite der Trasse das Depot Mussashi-Koganei. Es umfasst eine viergleisige Wagenhalle und eine Abstellanlage mit 15 Gleisen.
Im Fiskaljahr 2018 nutzten durchschnittlich 62.578 Fahrgäste täglich den Bahnhof.

## Bilder

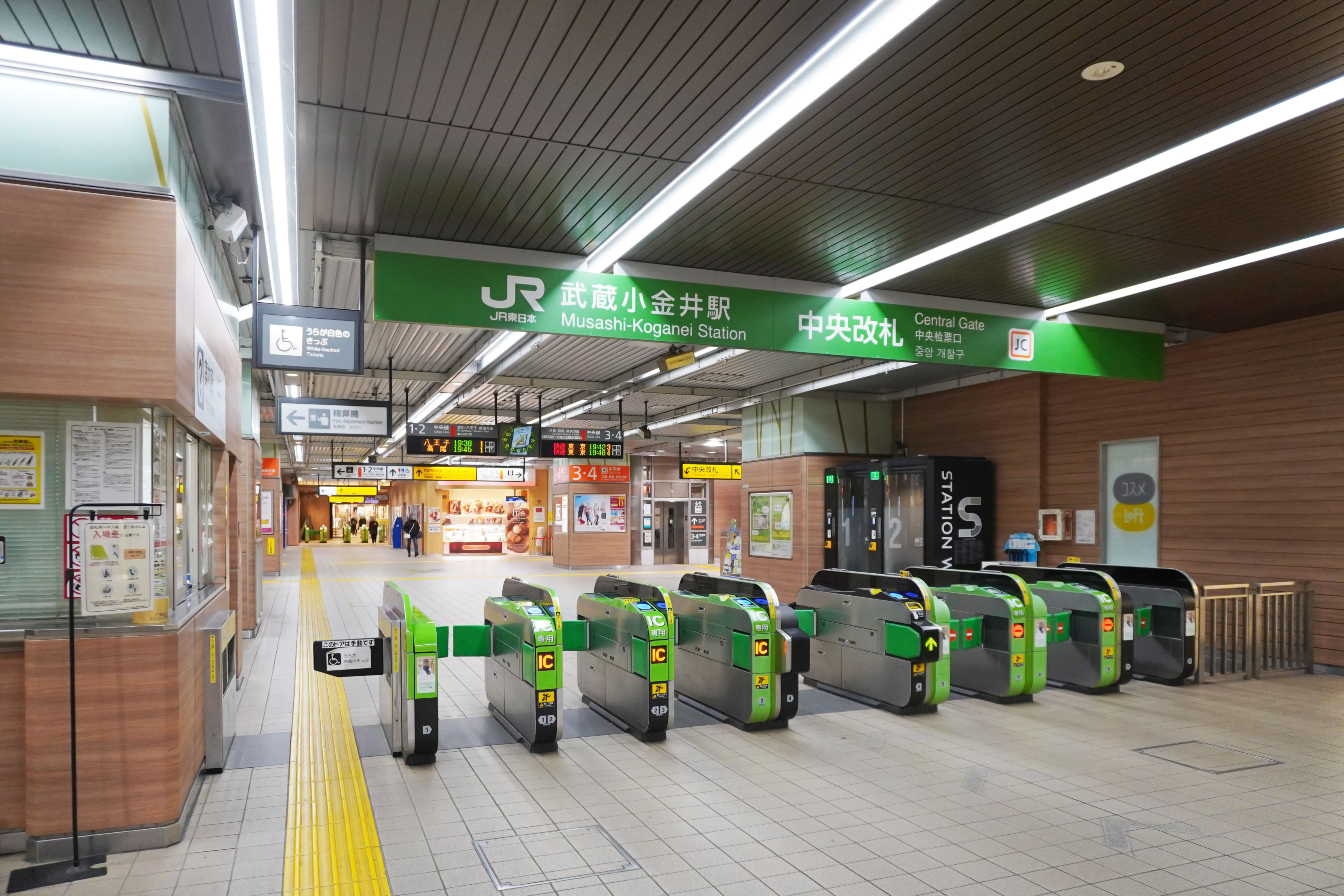
Bahnsteigsperren
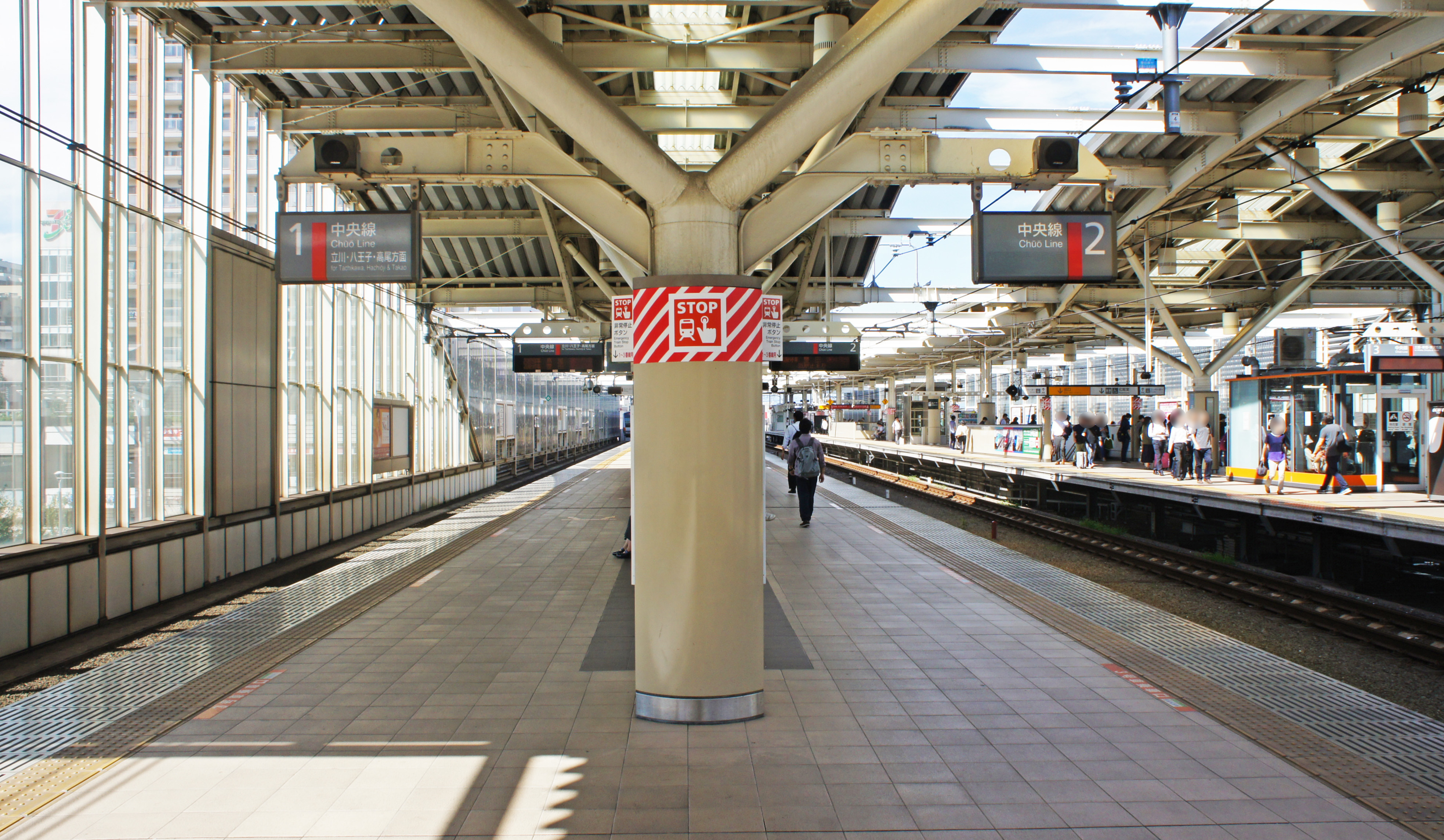
Bahnsteige 1/2
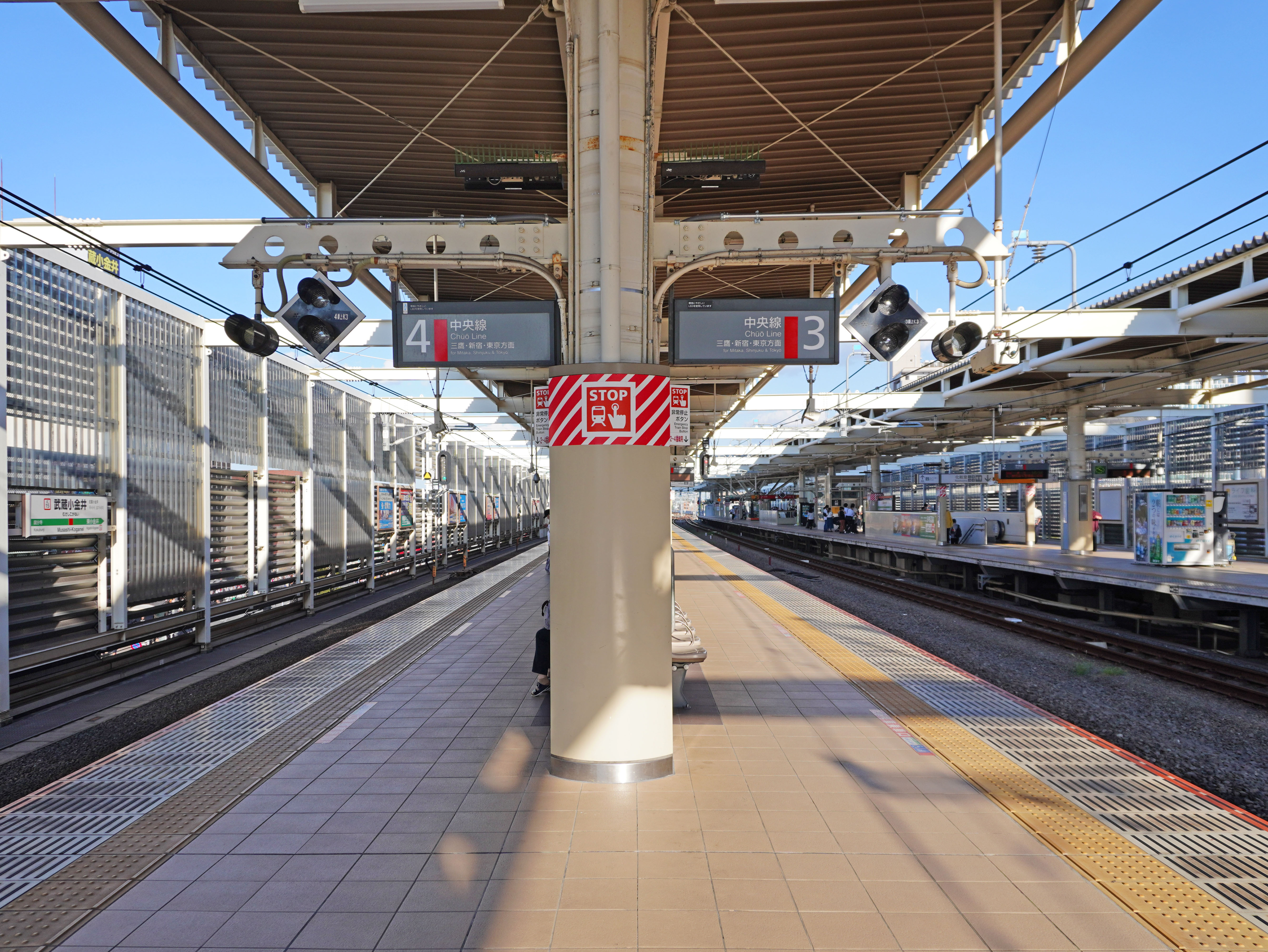
Bahnsteig 3/4
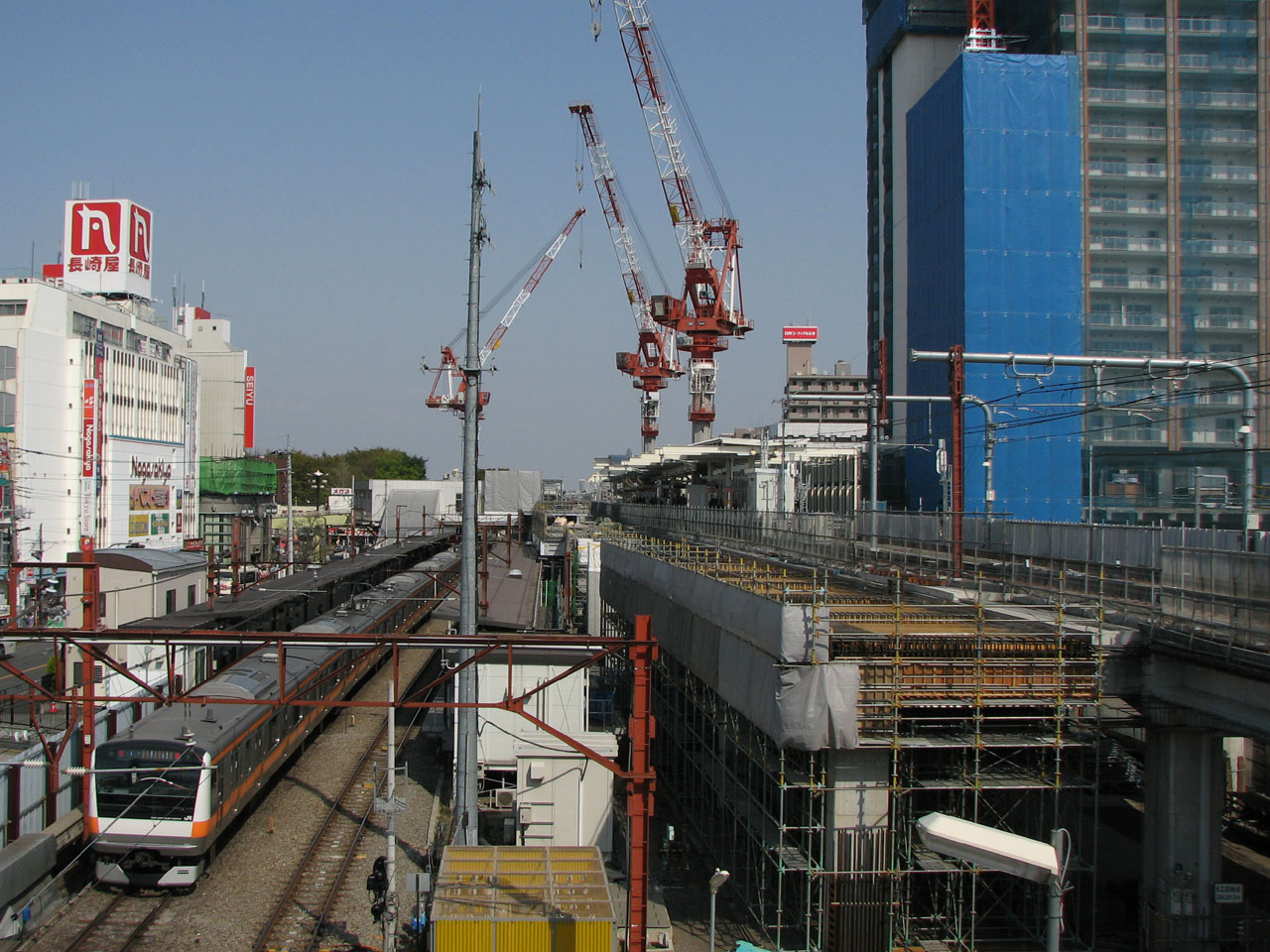
Bauarbeiten am Bahnhof (2008)

## Gleise
| 1 • 2 | ▉ Chūō-Schnellbahnlinie | Tachikawa • Hachiōji • Takao       |
| 3 • 4 | ▉ Chūō-Linie            | Mitaka • Nakano • Shinjuku • Tokio |

## Linien
| Verlauf der Chūō-Schnellbahnlinie |
| --- |
| Tokyo –Kanda • Ochanomizu • Yotsuya • Shinjuku • Nakano • Kōenji • Asagaya • Ogikubo • Nishi-Ogikubo • Kichijōji • Mitaka • Musashi-Sakai • Higashi-Koganei • Musashi-Koganei • Kokubunji • Nishi-Kokubunji • Kunitachi • Tachikawa • Hino • Toyoda • Hachiōji • Nishi-Hachiōji • Takao |

## Geschichte
Zwar war der Streckenabschnitt zwischen Shinjuku und Tachikawa bereits 1889 durch die private Bahngesellschaft Kōbu Tetsudō eröffnet worden, doch fuhren die Züge dreieinhalb Jahrzehnte lang ohne Halt durch. Die änderte sich am 4. April 1924, als das Eisenbahnministerium einen temporären Haltepunkt für Fahrgäste zum Hanami einrichtete. Aufgrund der wachsenden Nachfrage wurde der Haltepunkt zu einem regulären Bahnhof ausgebaut, der am 15. Januar 1926 in Betrieb ging. Die Japanische Staatsbahn eröffnete das Depot Musashi-Koganei am 1. September 1959. Im Rahmen der Staatsbahnprivatisierung ging der Bahnhof am 1. April 1987 in den Besitz der neuen Gesellschaft JR East über.
Wegen der über die Jahre gestiegenen Verkehrsdichte sowohl auf der Schiene als auch auf der Straße begann JR East im Jahr 1999, Teile der Chūō-Hauptlinie zwischen Mitaka und Tachikawa kreuzungsfrei umzubauen. Sie errichtete einen Viadukt und verlegte den bisher ebenerdigen Bahnhof in Hochlage. Die Bauarbeiten begannen am 28. September 2003. Knapp vier Jahre später, am 30. Juni 2007, war der Umbau für die Gleise 1 und 2 abgeschlossen. Anschließend erfolgte der Umbau der Gleise 3 und 4, der bis zum 6. Dezember dauerte. Nicht nur der Bahnhof selbst, sondern auch die Umgebung (insbesondere auf der Südseite) haben sich stark verändert. So schuf man durch Abtragung von vormals dort befindlichen Gebäuden einen großen Vorplatz; außerdem entstanden neue Wohnbauten und Einkaufszentren in der unmittelbaren Umgebung.